# Ray Chen
Ray Chen (Taipéi, 6 de marzo de 1989) es un violinista australiano de origen taiwanés.

## Datos biográficos
Chen inició sus estudios de violín a la edad de cuatro años. En cinco años completó los diez niveles de que consta el método Suzuki de aprendizaje durante una estancia en Brisbane, Australia. Fue entonces invitado a tocar como solista con la Orquesta Filarmónica de Queensland a la temprana edad de 8 años. Fue también invitado a participar durante el concierto inaugural de la Olimpiada de 1998 en Nagano, Japón.
Ray Chen logró más tarde el primer premio en el Concurso Internacional Yehudi Menuhin para jóvenes violinistas en 2008, así como el Concurso musical internacional Reina Isabel de Bélgica, en 2009. Hace grabaciones actualmente para Sony Masterworks.
Chen ha sido privilegiado con el uso de un violín "Joseph Joachim", Stradivarius datado en 1715, propiedad de la Nippon Music Foundation, que toca desde el año 2014.